# Жорнов
Жорнов (укр. Жорнів) — село в Варковичской сельской общине Дубенского района Ровненской области Украины.
Население по переписи 2001 года составляло 501 человек. Почтовый индекс — 35611. Телефонный код — 3656. Код КОАТУУ — 5621687005.